# Bártfay Gyula
Bártfay Gyula (szlovákul Július Bártfay) (Nyitra, 1888. szeptember 28. – Pozsony, 1979. augusztus 25.) szobrász.

## Élete
Az első világháborúban az orosz, majd az olasz fronton harcolt. Mesterének vallotta Finta Sándort. Előbb fafaragóként és műbútorasztalosként dolgozott, majd 1920–1930 között Párizsban, Rómában, majd újra Párizsban tanult. Ezután Nyitrán élt.
Különböző személyiségekről – Beethoven, Michelangelo, Mózes, Jób – képzeletbeli portrékat készített.
Fia Bártfay Tibor szobrász volt.

## Elismerései
- 1967: Kiváló Munkáért díj
- 1968: Munka Érdemrend

## Alkotásai

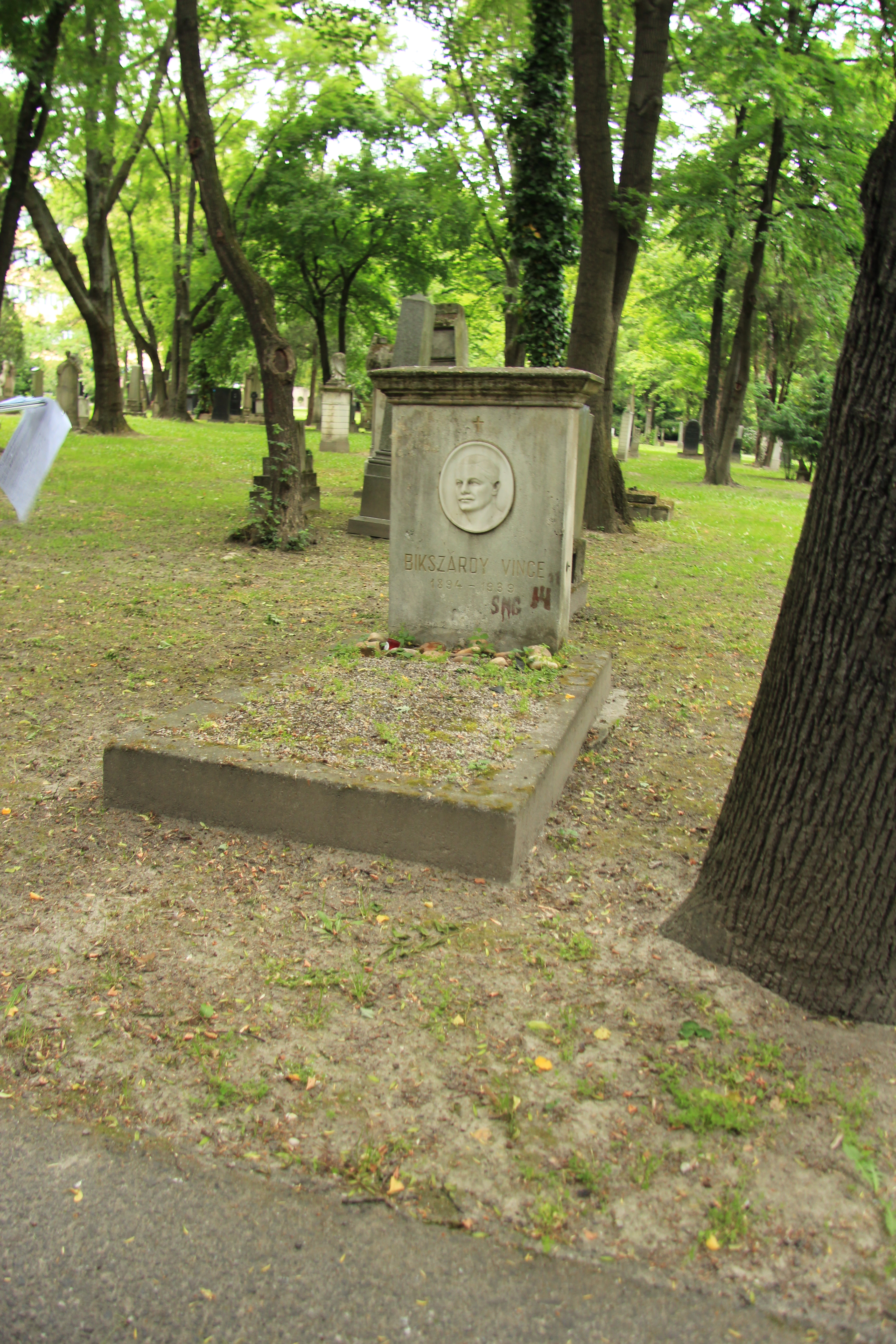
Bikszárdy Vince síremléke, Pozsony
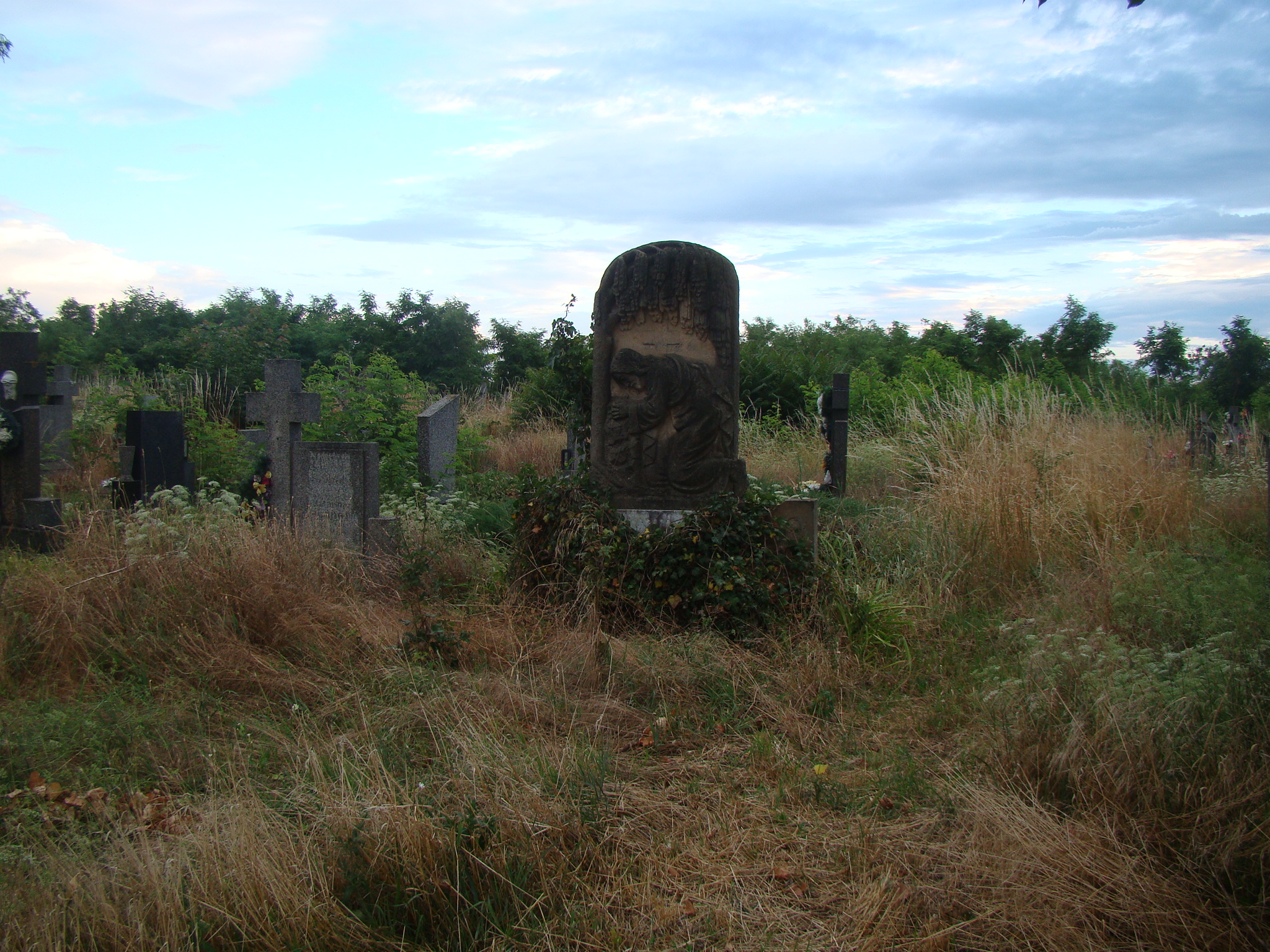
Első világháborús emlékmű, Tótmegyer
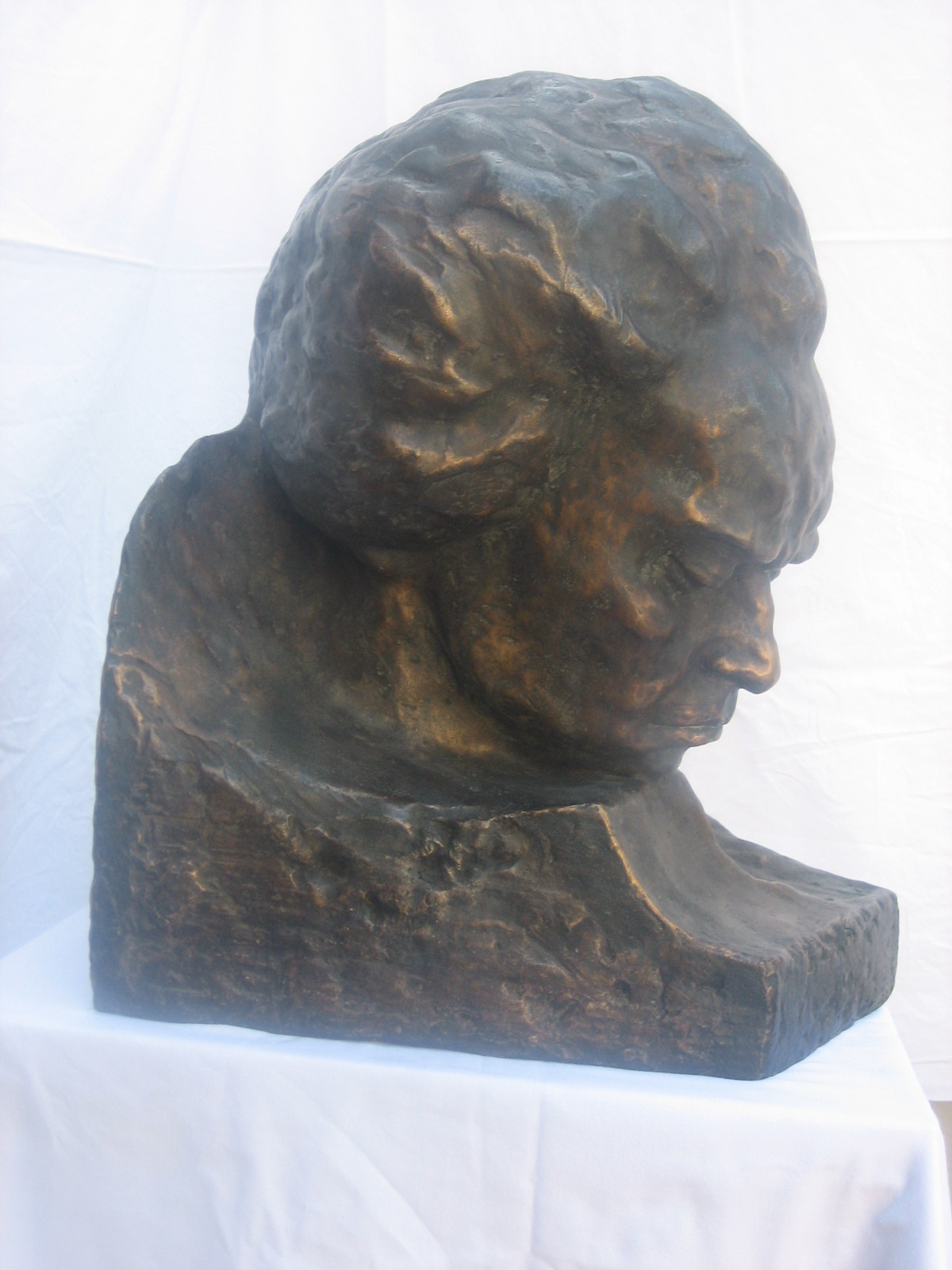
Beethoven